# 松鹤公园
松鹤公园是位于中国上海市楊浦區四平路街道抚顺路240号的一個公園，其东至杨树浦港，南至抚顺路。全园面积1.28万平方米。

## 歷史
松鹤公园所在地原为一座私人花圃，名為陳四房花園，後來收歸國有。1958年當局將該私人花圃的抚顺路以北部分改造為兰州苗圃。1984年，上海市基本建设委员会決定将这个苗圃的一部分辟建成一个公园。上海市园林设计院負責公园的绿化设计，杨浦区园林管理所与中国人民解放军空军上海基地的空军部队共同施工。1985年6月19日，公園动工，1986年9月26日竣工，同年10月1日开放。宋日昌为园名题匾额。原本當局預估老年人為該公園的主要遊客，所以以「松鶴延年」取名松鹤公园。
2024年下半年，松鹤公园沿抚顺路的围墙被拆除。